# Greatest Hits: My Prerogative
Greatest Hits: My Prerogative ist das erste Kompilationsalbum der US-amerikanischen Pop-Sängerin Britney Spears. Es erschien am 3. November 2004 durch Zomba Records und Jive Records und verkaufte sich mehr als sechs Millionen Mal. Es wurde mit zwölf goldenen Schallplatten und mit 18 Platin-Schallplatten ausgezeichnet.

## Entstehung
Am 13. August 2004 gab Spears durch Jive Records das Veröffentlichungsdatum ihrer ersten Kompilation bekannt. Der Titel Greatest Hits: My Prerogative lehnt sich dabei an die erste Singleauskopplung, dem Bobby-Brown-Cover My Prerogative, an. Produziert wurde das Cover vom schwedischen Produktionsteam Bloodshy & Avant.
Eine gleichnamige DVD erschien am selben Tag. Sie beinhaltet die Musikvideos. Diese DVD verkaufte sich über 300.000-mal.
Die Titelliste von Greatest Hits: My Prerogative wurde offiziell am 13. September 2004 bekannt gegeben.

## Titellisten
Greatest Hits: My Prerogative wurde in mehreren Versionen veröffentlicht. Die Standard-Version beinhaltet 19 Titel. Eine 20-Song-Version ist ebenfalls erschienen. Zudem erschien eine Limited-Edition-Remix-Bonus-Disc mit neun Remixen. In den USA ist Titel Nummer 15 (Don’t Let Me Be the Last to Know) nicht auf der CD enthalten.

### Standard-CD
Der Song Boys ist als Co-Ed-Remix enthalten, von (You Drive Me) Crazy findet sich der Stop Remix!.
| Jahr | Nr. | Titel                                        | Dauer | Komposition                                                                                                   |
| ---- | --- | -------------------------------------------- | ----- | --- |
| 2004 | 01  | My Prerogative                               | 3:33  | Bobby Brown, Gene Griffin, Teddy Riley                                                                        |
| 2003 | 02  | Toxic                                        | 3:19  | Christian Karlsson, Pontus Winnberg, Cathy Dennis, Henrik Jonback                                             |
| 2001 | 03  | I’m a Slave 4 U                              | 3:25  | Chad Hugo, Pharrell Williams                                                                                  |
| 2000 | 04  | Oops!… I Did It Again                        | 3:33  | Max Martin, Rami                                                                                              |
| 2003 | 05  | Me Against the Music (feat. Madonna)         | 3:45  | Britney Spears, Madonna, Christopher Stewart, Penelope Magnet, Thabiso Nikhereanye, Terius Nash, Gary O’Brien |
| 2000 | 06  | Stronger                                     | 3:26  | Martin, Rami                                                                                                  |
| 2004 | 07  | Everytime                                    | 3:51  | Spears, Annette Stamatelatos                                                                                  |
| 1998 | 08  | … Baby One More Time                         | 3:32  | Martin |
| 1999 | 09  | (You Drive Me) Crazy (The Stop Remix!)       | 3:18  | Jörgen Elofsson, Per Magnusson, David Kreuger, Martin                                                         |
| 2002 | 10  | Boys (Co-Ed-Remix) (feat. Pharrell Williams) | 3:47  | Hugo, Williams                                                                                                |
| 1999 | 11  | Sometimes                                    | 4:05  | Elofson |
| 2001 | 12  | Overprotected                                | 3:20  | Martin, Rami                                                                                                  |
| 2000 | 13  | Lucky                                        | 3:26  | Martin, Rami, Alexander Kronlund                                                                              |
| 2004 | 14  | Outrageous                                   | 3:27  | R. Kelly |
| 1999 | 15  | Born to Make You Happy                       | 4:04  | Andreas Carlsson, Kristian Lundin                                                                             |
| 2002 | 16  | I Love Rock ’n’ Roll                         | 3:08  | Alan Merrill, Jake Hooker                                                                                     |
| 2002 | 17  | I’m Not a Girl, Not Yet a Woman              | 3:51  | Martin, Rami, Dido                                                                                            |
| 2004 | 18  | (I’ve Just Begun) Having My Fun              | 3:23  | Spears, Michelle Bell, Karlsson, Winnberg, Jonback                                                            |
| 2005 | 19  | Do Somethin’                                 | 3:22  | Karlsson, Winnberg, Jonback, Angela Hunte                                                                     |

### Limited-Edition-Remix-Bonus-Disc
| Nr. | Titel                                                     | Text | Produktion       | Länge |
| --- | --------------------------------------------------------- | --- | ---------------- | ----- |
| 1   | Toxic (Armand Van Helden Remix)                           | Christian Karlsson, Pontus Winnberg, Cathy Dennis, Henrik Jonback                                                                         | Bloodshy & Avant | 9:33  |
| 2   | Everytime (Valentin-Remix)                                | Britney Spears, Annette Stamatelatos | Guy Sigsworth    | 3:26  |
| 3   | Breathe on Me (Jacques Lu Cont-Mix)                       | Lisa Greene, Steve Anderson, Stephen Lee                                                                                                  | Mark Taylor      | 8:08  |
| 4   | Outrageous (Junkie XL’s Dancehall-Mix)                    | R. Kelly | R. Kelly         | 2:56  |
| 5   | Stronger (Miguel Migs’ Vocal-Mix) (nicht in den USA)      | Martin, Rami | Max Martin, Rami | 6:31  |
| 6   | I’m a Slave 4 U (Thunderpuss Club-Mix) (nicht in den USA) | Chad Hugo, Pharrell Williams | The Neptunes     | 8:46  |
| 7   | Chris Cox Megamix                                         | …Baby One More Time, (You Drive Me) Crazy, I’m A Slave 4U, Outrageous, Oops!…I Did It Again, Stronger, Everytime, Overprotected and Toxic | Chris Cox        | 4:57  |

## Singleauskopplungen

### My Prerogative
My Prerogative wurde als erste Single der Kompilation ausgekoppelt. Der Song ist ein Cover von Bobby Brown. Die Premiere des Titels fand am 14. September 2004 auf verschiedenen Radiostationen statt. Der Song erreichte unter anderem die Charts in Finnland, Irland, Italien und Norwegen sowie in weiteren 14 Ländern.

### Do Somethin’

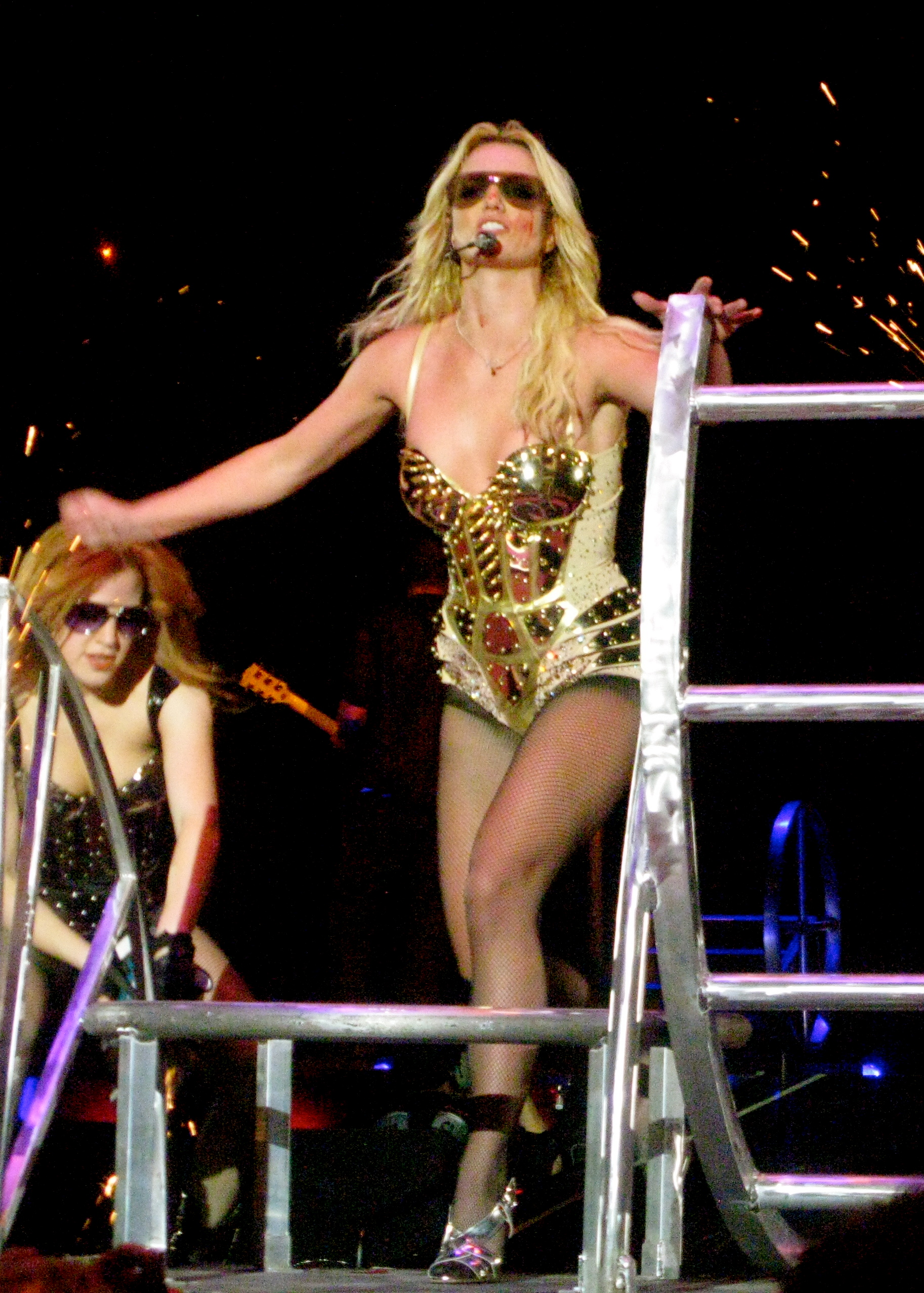
Britney Spears singt Do Somethin’ während ihrer Circus-Tour

Die Single zu Do Somethin’ erschien am 14. Februar 2005. Do Somethin’ erreichte die Top-10 in Australien, Dänemark, Schweden und den Vereinigten Staaten. Durch Downloads schaffte es das Stück auf Platz 100 der Hot 100 in den Vereinigten Staaten.

## Erfolg

### Charts und Chartplatzierungen
| ChartsChartplatzierungen       | Höchstplatzierung | Wochen |
| ------------------------------ | ----------------- | ------ |
| Deutschland (GfK)              | 4 (20 Wo.)        | 20     |
| Österreich (Ö3)                | 4 (16 Wo.)        | 16     |
| Schweiz (IFPI)                 | 6 (15 Wo.)        | 15     |
| Vereinigtes Königreich (OCC)   | 2 (38 Wo.)        | 38     |
| Vereinigte Staaten (Billboard) | 4 (34 Wo.)        | 34     |

| ChartsJahrescharts (2004)    | Platzierung |
| ---------------------------- | ----------- |
| Österreich (Ö3)              | 73          |
| Vereinigtes Königreich (OCC) | 25          |

| ChartsJahrescharts (2005)      | Platzierung |
| ------------------------------ | ----------- |
| Vereinigte Staaten (Billboard) | 75          |

Greatest Hits: My Prerogative schaffte es in vielen Ländern in die Charts. Folgende Platzierungen konnte die Kompilation abseits oben genannter Länder erreichen: Platz 85 in Frankreich, Niederlande (# 7), Belgien (# 5), Schweden (# 14), Finnland (# 2), Norwegen (# 4), Dänemark (# 2), Italien (# 7), Spanien (# 51), Portugal (# 5), Australien (# 4) und Neuseeland (# 17).

### Auszeichnungen für Musikverkäufe
In den USA verkaufte sich Greatest Hits: My Prerogative mehr als 1,8 Millionen Mal und wurde von der RIAA mit Platin ausgezeichnet. In Deutschland erhielt Spears von der IFPI Gold für die Kompilation.
| Land/Region                  | Auszeichnungen für Musikverkäufe (Land/Region, Auszeichnung, Verkäufe) | Verkäufe    |
| ---------------------------- | ---------------------------------------------------------------------- | ----------- |
| Argentinien (CAPIF)          | Gold                                                                   | 20.000      |
| Australien (ARIA)            | 2× Platin                                                              | 140.000     |
| Belgien (BRMA)               | Gold                                                                   | 25.000      |
| Dänemark (IFPI)              | 3× Platin                                                              | 60.000      |
| Deutschland (BVMI)           | Gold                                                                   | 100.000     |
| Europa (IFPI)                | Platin                                                                 | (1.000.000) |
| Finnland (IFPI)              | Platin                                                                 | 30.623      |
| Frankreich (SNEP)            | 2× Gold                                                                | 200.000     |
| Griechenland (IFPI)          | Gold                                                                   | 10.000      |
| Japan (RIAJ)                 | 3× Platin                                                              | 750.000     |
| Kanada (MC)                  | Platin                                                                 | 100.000     |
| Neuseeland (RMNZ)            | Gold                                                                   | 7.500       |
| Norwegen (IFPI)              | Gold                                                                   | 20.000      |
| Österreich (IFPI)            | Gold                                                                   | 15.000      |
| Portugal (AFP)               | Platin                                                                 | 40.000      |
| Russland (NFPF)              | 2× Platin                                                              | 40.000      |
| Schweiz (IFPI)               | Gold                                                                   | 20.000      |
| Spanien (Promusicae)         | Gold                                                                   | 50.000      |
| Ungarn (MAHASZ)              | Gold                                                                   | 10.000      |
| Vereinigte Staaten (RIAA)    | Platin                                                                 | 1.800.000   |
| Vereinigtes Königreich (BPI) | 3× Platin                                                              | 1.000.000   |
| Insgesamt                    | 12× Gold · 18× Platin ·                                                | 4.463.123   |

Hauptartikel: Britney Spears/Auszeichnungen für Musikverkäufe